# Par les temps qui courent (émission)
Pour l’article homonyme, voir Par les temps qui courent.
Par les temps qui courent était une émission de radio animée par Marie Richeux sur France Culture. Elle est diffusée du lundi au vendredi à 21h, d'août 2017 à juin 2023.

## Thématiques
Par les temps qui courent propose chaque soir un entretien radiophonique avec une personnalité différente. Pendant une heure, des artistes et des intellectuels, femmes et hommes à part égale, sont interrogés sur leur rapport à l’art et à la création, au monde et à leur époque, en dialogue avec de nombreuses archives radiophoniques
Avec des invités d’univers artistiques variés (littérature, théâtre, bande-dessinée, cinéma, musique, danse, architecture, arts plastiques, philosophie, arts du cirque…), les entretiens de Par les temps qui courent donnent à entendre la richesse de la création contemporaine en même temps que la singularité de tout processus créatif. Si l'actualité de l'invité constitue le point de départ de l'émission, l'entretien amène toujours à un échange plus large sur le cheminement artistique et la pensée de cet invitéLa musique du générique de l'émission est le titre «tMirapolis » du musicien électronique français Rone.